# Mussy-sur-Seine
Mussy-sur-Seine é uma comuna francesa na região administrativa de Grande Leste, no departamento de Aube. Estende-se por uma área de 28,07 km². Em 2010 a comuna tinha 1 034 habitantes (densidade: 36,8 hab./km²).